# Tony Valentinetti
Tonino Valentinetti, detto Tony (Silvi, 18 marzo 1957), è un ex cestista e allenatore di pallacanestro italiano.
Playmaker di 190 cm, ha giocato in Serie A1 con Pesaro e Mestre.

## Carriera
Nella stagione 1977-78 gioca nella Superga Alessandria (allenata da Massimo Mangano) con la quale raggiunge la promozione in serie A2.
La successiva stagione l'esordio in A1 a Pesaro, poi gioca a Mestre e successivamente a Marsala, poi in C2 e B2 a Sciacca.
È allenatore nazionale dal 1987. Nel 1987-1988 era alla Fortitudo Agrigento, in Serie C.
Nella Stagione 1991-1992 diventa Capo Allenatore dell'Olympia Basket Comiso.
Il 9 gennaio 2008 subentra a Luigi Salineri sulla panchina della Calabra Maceri Rende. Nel 2009-10 è in C2 campana con la Scuola Basket Mariglianese. L'11 febbraio 2011 sostituisce Massimo Romano alla Virtus Eirene Ragusa con cui raggiunge l'obiettivo stagionale della semifinale play-off.
Sostituisce Angelo Bondi sulla panchina di Orvieto dal 2013-14. Il 15 ottobre 2014 si dimette da capo allenatore.

## Statistiche

### Presenze e punti nei club
Statistiche aggiornate al 9 giugno 2011
| Stagione        | Squadra          | Competizione | Partite | Partite | Partite | Statistiche tiro | Statistiche tiro | Statistiche tiro | Altre statistiche | Altre statistiche | Altre statistiche | Altre statistiche | Altre statistiche |
| Stagione        | Squadra          | Competizione | Pres.   | Titol.  | Minuti  | Tiri da 2        | Tiri da 3        | Liberi           | Rimb.             | Assist            | Rubate            | Stopp.            | Punti             |
| --------------- | ---------------- | ------------ | ------- | ------- | ------- | ---------------- | ---------------- | ---------------- | ----------------- | ----------------- | ----------------- | ----------------- | ----------------- |
| 1978-1979       | Scavolini Pesaro | Serie A1     | 27      |         | 111     | 5/22             |                  | 2/2              | 9                 | 7                 | 7                 | 0                 | 12                |
| 1979-1980       | Superga Mestre   | Serie A1     | 27      | 0       | 611     | 28/63            |                  | 12/26            | 51                | 13                | 37                | 0                 | 68                |
| Totale carriera |                  |              |         |         |         |                  |                  |                  |                   |                   |                   |                   |                   |

### Statistiche da allenatore
| Stagione  | Squadra            | St. regolare | St. regolare | St. regolare | St. regolare | St. regolare | Post season | Post season | Post season | Post season |
| Stagione  | Squadra            | Lega         | Ris          | G            | V            | P            | Ris         | G           | V           | P           |
| --------- | ------------------ | ------------ | ------------ | ------------ | ------------ | ------------ | ----------- | ----------- | ----------- | ----------- |
| 2010-2011 | Passalacqua Ragusa | Serie A2     | sub., 4º     | 9            | 7            | 2            | ½           | 5           | 2           | 3           |
| 2013-2014 | Ceprini Orvieto    | Serie A1     | 8º           | 20           | 5            | 15           | ¼           | 2           | 0           | 2           |
| 2014-2015 | Ceprini Orvieto    | Serie A1     | sost.        | 2            | 0            | 2            | -           | -           | -           | -           |
| Totale    | Totale             | Totale       | Totale       | 31           | 12           | 19           | -           | 7           | 2           | 5           |